# Моцмао
Моцмао (груз. მოწმაო) — село в Грузии, в муниципалитете Душети края Мцхета-Мтианети. 

## География
Село расположено в северной части края, в 58 километрах по прямой к северо-востоку от центра муниципалитета Душети. Высота центра — 1480 метров над уровнем моря.

## Население
По данным переписи населения 2014 года, в селе проживало 5 человек.
| Год  | Население | Мужчины | Женщины |
| ---- | --------- | ------- | ------- |
| 1926 | 87        | 40      | 47      |
| 2002 | 12        | 7       | 5       |
| 2014 | 5         | 3       | 2       |